# Lior Ashkenazi
Pour les articles homonymes, voir Ashkenazi.
Lior Ashkenazi (en hébreu : ליאור אשכנזי) est un acteur israélien, né le 1er janvier 1969 à Ramat Gan, Israël.

## Biographie
Lior Ashkenazi est né le 1er janvier 1969 à Ramat Gan, ville où il a grandi avec ses parents juifs séfarades, originaires de Turquie. Vers l'âge de seize ans, il déménage dans le kibboutz Regavim au nord d'Israël. 
En 1987, il s'enrôle dans un régiment de parachutiste d'infanterie.
En 1991, il intègre l'école des arts dramatiques Beit Zvi High School Performing Arts Center.
Il joue pour commencer au théâtre, dans plusieurs pièces, avant de faire ses débuts à la télévision en 1996. ll continuera dès lors à jouer régulièrement dans des séries télévisées.
En 2001, il campe le rôle principal de Zaza dans Mariage tardif de Dover Kosashvili, face à Ronit Elkabetz. Cette interprétation lui vaut l'Ophir du meilleur acteur. Le film est présenté au Festival de Cannes, dans la section Un certain regard. 
En 2004, la présentation au Festival de Berlin du film Tu marcheras sur l'eau d'Eytan Fox, lui apporte une nouvelle reconnaissance internationale.
Grâce à ces succès, il devient très populaire en Israël, et reste l'une des grandes vedettes de sa génération, tant au cinéma et à la télévision que sur les planches.

## Filmographie

### Cinéma
- 1999 : Enemy Scoop d'Amnon Rubinstein : Shilo
- 2001 : Mariage tardif de Dover Kossachvili : Zaza
- 2003 : Rutenberg d'Eli Cohen : Leonard
- 2003 : Sima Vaknin Machshefa de Dror Shaul : Dov Vasserman
- 2003 : Cadeau du ciel de Dover Kossachvili : Ottari
- 2004 : Tu marcheras sur l'eau d'Eytan Fox : Eyal
- 2006 : Salt of the Earth d'Uri Barbash : Ronen
- 2006 : The Bubble d'Eytan Fox : lui-même
- 2007 : Wild Dogs d'Arnon Zadok : Uri
- 2008 : Eli & Ben d'Ori Ravid : Ben
- 2008 : Hello Goodbye de Graham Guit : Yossi
- 2009 : Ultimatum d'Alain Tasma : Gil
- 2010 : Rabies (Kalevet) d'Aharon Keshales et Navot Papushado (en) : Danny
- 2011 : Footnote de Joseph Cedar : Uriel Schkolnik
- 2012 : Yossi de Eytan Fox : Moti
- 2013 : Cupcakes de Eytan Fox : l'avocat
- 2013 : Big Bad Wolves d'Aharon Keshales et Navot Papushado (en) : Micki
- 2013 : La Dune de Yossi Aviram : Hannoch
- 2014 : Encirclements de Lee Gilat : Bezalel Ninio
- 2016 : Norman de Joseph Cedar : Eshel
- 2017 : The Wanderers : The Quest of the Demon Hunter de Dragos Buliga : Robert
- 2017 : Foxtrot de Samuel Maoz : Michael Feldman
- 2017 : Le Dossier Mona Lina (Shelter) d'Eran Riklis : Gad
- 2018 : Otages à Entebbe (7 Days in Entebbe) de José Padilha : Yitzhak Rabin
- 2019 : Esau de Pavel Lounguine : Esau
- 2021 : Od Sipur echad de Guri Alfi

- 2022 : Karaoke de Moshe Rosenthal : Itzik
- 2023 : Golda de Guy Nattiv : David Elazar
- 2023 : The Covenant de David Batty et Ben Hilton : Ezra
- 2024 : Cat's Luck de Guy Amir and Hanan Savyon
- 2024 : Mosolov's Suitcase de Matthew Mishory : le réalisateur

### Télévision
- 1996 : Hafuch (série télévisée) : Amit Adir
- 1997 : Merhav Yarkon (série télévisée) : Kamir
- 1999-2001 : Zinzana (série télévisée)
- 2000 : Ha-Krav Al Tel Hai (téléfilm) d'Oded Ruskin
- 2000 : Florentine (série télévisée) : Aharon
- 2000-2004 : Shabatot VeHagim de Rani Blair : Alalon

- 2002 : Bnot Brown (mini série télévisée) de Ran Carmeli et Irit Linur : Gabi Alkalai
- 2003 : Franco Ve'Spector (série télévisée), épisode 5 Inyanim She'Ba'Lev de Joseph Pitchhadze : Amir
- 2005 : BeTipul (série télévisée), saison 1 : Yadin Yerushalmi

- 2005 : Hadar Milhama (série télévisée)
- 2006 : Ha-Shir Shelanu (série télévisée), saison 3, épisode 1 : Yotam (Yoyo) Bareket
- 2007 : Avedot Vemetziot (série télévisée) : Beri
- 2007 : Matay Nitnashe (série télévisée) : Yuval
- 2008-2009 : Ha-Emet Ha'Eroma (série télévisée) : Ronen Gabai
- 2009 : Hachaverim Shel Naor (série télévisée) : Tubis
- 2011 : Adama (série télévisée) : Alon

- 2012 : Ta Gordin (série télévisée), épisode 4 :
- 2012 : Nesuim Plus (série télévisée) : Shuki Avrahami
- 2013 : The Missionary (téléfilm) de Baltasar Kormakur : Yonatan Gall
- 2014-2015 : Good Family (Mishpacha Tova) (série télévisée) :
- 2015 : Seret Efes (téléfilm) d'Or Paz, Tom Trager et Uzi Mor : le présentateur du journal télévisé
- 2015-2016 : The Wordmaker (Hazoref) (mini série télévisée) :
- 2016 : The Exchange Principle (Ikaron HaHachlafa) (série télévisée) : Atlas
- 2018 : This is It (Kacha Ze) (série télévisée) : le docteur
- 2018 : The Conductor (série télévisée) : Noah Gamliel
- 2019 : Our Boys (mini série télévisée) : Uri Korv
- 2020 : The Policeman's Daughter (Bat Hashoter) (série télévisée) : Yiftach
- 2020 : Valley of Tears (série télévisée) : Meni Ben-Dror
- 2021 : Hit and Run (série télévisée) de Lior Raz : Assaf Talmor
- 2022 : Traitor d'Asaph Polonsky (série télévisée) : Georgi
- 2024 : We Were the Lucky Ones (mini-série télévisée), créée par Erica Lipez : Sol Kurc

## Distinctions

### Récompenses
- Ophirs du cinéma :
  - 2001 : Ophir du meilleur acteur pour Mariage tardif
  - 2011 : Ophir du meilleur acteur dans un second rôle pour Footnote
  - 2017 : Ophir du meilleur acteur pour Foxtrot
- Asia-Pacific Film Festival :
  - 2012 : Mention élogieuse pour le meilleur acteur pour Footnote

### Nominations
- 2001 : Ophir du meilleur acteur dans un second rôle pour Rutenberg
- 2004 : Ophir du meilleur acteur pour Tu marcheras sur l'eau
- 2012 : Asia-Pacific Film Festival du meilleur acteur pour Footnote